# اقدسیه (ساوجبلاغ)
اقدسیه (ساوجبلاغ)، روستایی از توابع بخش چهارباغ شهرستان ساوجبلاغ در استان البرز ایران است.

## جمعیت
این روستا در دهستان چهاردانگه قرار دارد و براساس سرشماری مرکز آمار ایران در سال ۱۳۸۵، جمعیت آن۲۵ نفر (۱۰خانوار) بوده‌است.